# Lord Strangford
Percy Clinton Sydney Smythe, sexto vizconde de Strangford (31 de agosto de 1780 - 29 de mayo de 1855), fue un embajador inglés ante los reyes de Portugal, en ese país y en Brasil; es conocido en la historia argentina simplemente como Lord Strangford.

## Biografía
Nació en 1780 en Londres, noble de origen irlandés protestante, y par de Irlanda. En su juventud quiso ser poeta, pero su fracaso lo llevó a la carrera diplomática.
En 1806 fue nombrado embajador británico en Portugal. Al año siguiente, ese país fue invadido por las tropas de Napoleón Bonaparte. Por orden de sus superiores, Strangford organizó la huida de toda la casa real hacia el Brasil en barcos de la flota de guerra inglesa. Continuó ocupando su cargo en Río de Janeiro.

## Actuación respecto al Río de la Plata
Se mostró como un firme opositor a la política de la infanta Carlota Joaquina de Borbón, esposa del rey Juan VI de Portugal, que hubiera llevado a un protectorado portugués sobre el Virreinato del Río de la Plata. Dirigió en parte la política portuguesa de esos años, pero tuvo mucha mayor importancia respecto de la independencia de Argentina, ya que fue el principal mediador entre los revolucionarios y el gobierno de Gran Bretaña.
Para frustrar las pretensiones de Carlota y sus aliados rioplatenses, se libró de todos los emisarios de éstos por todos los medios, alejándoles de la princesa. Tuvo serios problemas con el jefe naval británico en Río, William Sidney Smith, que se había comprometido demasiado en favor de la infanta, pero en 1809 consiguió su relevo, lo que debilitó mucho las posibilidades reales del grupo carlotista. En Buenos Aires, el fracaso del carlotismo transformó a sus partidarios en un partido político revolucionario, que sería el más activo causante de la Revolución de Mayo.
Recibió algunas noticias de la Revolución de Mayo, pero lo bastante fragmentarias como para que pensara que era un movimiento de apoyo a Francia o a la infanta Carlota. Envió al embajador Matías Irigoyen a Londres con una carta de recomendación, y enseguida escribió a Buenos Aires felicitando al nuevo gobierno.
A principios de 1811, recibió en Río al nuevo embajador, Manuel de Sarratea, por pedido del cual medió entre la Junta Grande y el virrey Francisco Javier de Elío, gobernador realista de Montevideo, logrando una tregua. Pero las posiciones intransigentes de la Junta y de la corte de Río de Janeiro llevaron a una invasión portuguesa de la Banda Oriental. Strangford quedó muy mal parado ante su propio gobierno, ya que la paz era fundamental para los intereses comerciales ingleses.
A mediados de 1812, recibió nuevamente a Sarratea, que viajaba otra vez a Londres a lograr una pacificación, incluyendo el reconocimiento de Fernando VII como rey a cambio de la autonomía rioplatense. 
En mayo de 1812 el gobierno portugués firmó con las Provincias Unidas, a sus instancias, el Tratado Rademaker-Herrera por el cual abandonaba el territorio de la Banda Oriental y el gobierno revolucionario quedaba libre de retomar el sitio de Montevideo.
Un nuevo intento de mediación de Strangford tampoco tuvo éxito, porque el ofrecimiento de paz del cónsul español se limitaba a la Banda Oriental. Otros intentos de mediación tampoco tuvieron éxito, pero a cambio pudo mantener al gobierno de Buenos Aires permanentemente interesado en no afectar los intereses de los comerciantes británicos, lo que tuvo más valor para su gobierno que las fracasadas mediaciones.
En enero de 1815 le tocó recibir a una nueva misión, formada por Bernardino Rivadavia y Manuel Belgrano, a quienes anticipó los problemas que encontraría en Europa, y sobre todo con la Restauración en España.
Poco después recibió a Manuel José García, enviado por Carlos María de Alvear a ofrecer a Gran Bretaña nada menos que la entrega total del Río de la Plata como colonia inglesa. Strangford no sabía qué hacer con semejante ofrecimiento y pidió desesperadamente instrucciones a Londres. Por orden del ministerio británico, que prefirió mantener la paz con España, convenció a García de no entregar las notas al primer ministro británico; por las dudas, le impidió salir de Río con destino a Londres.
Es que los ingleses consideraban que el fin de la independencia de América era sólo una cuestión de tiempo. Las negociaciones entre el Río de la Plata y Gran Bretaña, desde entonces, pasaron directamente por los embajadores argentinos en Londres.
En relación con el Río de la Plata y al Brasil, se dedicó a favorecer a Gran Bretaña y mantenerse en paz con todos, tanto patriotas como realistas, para que Gran Bretaña pudiera aprovechar la victoria de cualquiera de los dos bandos. Fue relevado de su embajada en Río a mediados de 1815.

## Actuaciones posteriores
Al año siguiente fue nombrado embajador en Suecia, logrando atraerse al rey a la órbita inglesa, a pesar de que este era francés. Más tarde fue embajador en Dinamarca.
En 1822 fue el representante británico en el Congreso de Verona, que decidió apoyar al rey español Fernando VII a recuperar por segunda vez el trono, esta vez de manos de sus propios súbditos. Si bien apoyó a Fernando, al mismo tiempo logró que se resignara a aceptar la pérdida de las colonias americanas. En 1826 fue embajador ante Rusia, y medió en uno de los muchos conflictos de ese país con Turquía. El éxito en esa misión le valió el título de barón de la nobleza inglesa.
En 1829 se retiró de la diplomacia y se incorporó a la cámara de los lores, donde se unió al partido conservador. Mientras tanto, se dedicó a la poesía: publicó algunos libros de poemas, que llevaron al mismo lord Byron a fustigarlo.
Murió en Londres en 1855.